# Stay Another Day
Stay Another Day è una canzone della boy band britannica East 17, estratta come terzo singolo dal secondo album del gruppo Steam del 1994.
Il video è stato diretto da Marcus Adams.

## Tracce
CD Single
1. Stay Another Day (S.A.D. Mix)  4:29
2. Stay Another Day (Less Sad Mix)  4:42

CD Maxi
1. Stay Another Day (S.A.D. Mix)  4:29
2. Stay Another Day (Less Sad Mix)  4:44
3. Stay Another Day (More Sad Mix)  8:34
4. Stay Another Day (Not So Sad Mix)  6:16

## Classifiche
| Chart (2007) | Peak position |
| ------------ | ------------- |
| Svizzera     | 2             |
| Austria      | 2             |
| Francia      | 7             |
| Olanda       | 5             |
| Belgio       | 10            |
| Svezia       | 1             |
| Norvegia     | 2             |
| Australia    | 3             |
| UK           | 1             |
| Lituania     | 1             |
| Italia       | 21            |